# Kambelevți, Sofia
Kambelevți (în bulgară Камбелевци) este un sat în comuna Dragoman, regiunea Sofia,  Bulgaria. 

## Demografie
Componența etnică a satului Kambelevți
     Bulgari (100%)
     Nicio identificare (0%)
     Altele (0%)
La recensământul din 2011, populația satului Kambelevți era de 4 locuitori. Din punct de vedere etnic, toți locuitorii erau bulgari.